# Pilcomayofloden
Pilcomayofloden (spanska: Río Pilcomayo) är en flod i Sydamerika. Den är den längsta västliga bifloden till Paraguayfloden och har ett avrinningsområde på 270 000 kvadratkilometer.
Pilcomayofloden uppstår genom flera källfloder vid foten av Anderna, mellan de bolivianska departementen Potosí och Oruro, öster om Poopósjön. Därifrån rinner floden i sydostlig riktning 2 000 kilometer genom departementen Chuquisaca och Tarija, genom den argentinska provinsen Formosa och Gran Chacos slätter i Paraguay. Söder om 24 breddgraden delar sig floden i två delar som sedan flyter samman med Paraguayfloden i närheten av Paraguays huvudstad Asunción.
Floden bildar delvis gränsen mellan Argentina och Bolivia samt mellan Argentina och Paraguay. I flodområdet bor omkring 1,5 miljoner människor, varav 1 miljon bor i Bolivia, 300 000 i Argentina och 200 000 i Paraguay. Floden har givit namn åt departementet Pilcomayo i Argentina.